# Нііло Севанен
Нііло Севанен  (в оригіналі — Niilo Sevänen, народився 19 серпня 1979 року) — це музикант та співак у жанрі метал із Йоенсуу, Фінляндія. Отримав найбільшу славу як теперішній учасник (вокаліст та басист) гурту Insomnium у стилі мелодійний дез-метал.

## Передумови та становлення кар'єри
Севанен зростав на узбережжі Фінляндії у місті Турку, перед тим як переїхати до Йоенсуу, де проходило його виховання. У 1994 році він почав вивчати гру на бас-гітарі і як наслідок — сформував свій перший гурт: панк-рокову групу під назвою Paise. Наступного року гурт змінив назву на Stonecrow і почав зміщувати свій музичний стиль. Севанен покинув гурт через два роки внаслідок відмінностей у музичних смаках. Однак, одразу після цього, він швидко спрацювався із музикантами, чиї інтереси збігалися з інтересами Севанена, в результаті чого був сформований гурт у стилі мелодійний дез-метал — Insomnium.

## Музичні впливи
Севанен зростав, слухаючи ціле різноманіття різних гуртів у таких стилях, як хард-рок, Глем-рок, глем-метал, ґрандж та важкий метал. До цих гуртів належать, зокрема, Queen, Aerosmith, Sepultura та Metallica.